# Ralf Olin
Ralf Emil Olin (* 12. April 1925 in Seattle; † 25. Mai 2007 in Victoria) war ein kanadischer Eisschnellläufer.
Olin zog im Alter von drei Jahren vom Seattle nach Calgary und lernte dort mit fünf Jahren das Schlittschuhlaufen. Im Alter von 11 Jahren begann er mit dem Eisschnelllauf und diente im Zweiten Weltkrieg der kanadischen Marine. Im Eisschnelllauf nahm er zunächst an nationalen Rennen und ab 1952 an internationalen Wettbewerben teil. Er startete bei vier Olympischen Winterspielen, wobei er im Jahr 1952 in Oslo den 30. Platz über 500 m, den 29. Platz über 1500 m, den 25. Platz über 5000 m und den 21. Platz über 10.000 m errang. Zudem belegte er bei den Olympischen Winterspielen 1956 in Cortina d’Ampezzo den 41. Platz über 1500 m, den 36. Rang über 500 m, den 33. Platz über 5000 m sowie den 31. Platz über 10.000 m, bei den Olympischen Winterspielen 1960 in Squaw Valley den 36. Platz über 1500 m, den 30. Rang über 500 m, den 28. Platz über 5000 m sowie den 27. Platz über 10.000 m und bei den Olympischen Winterspielen 1964 in Innsbruck den 39. Platz über 500 m, den 37. Rang über 1500 m, den 25. Platz über 5000 m sowie den 15. Platz über 10.000 m. Bei der Mehrkampfweltmeisterschaft 1956 in Oslo lief er auf den 36. Platz im Großen Vierkampf. Außerdem wurde er im Jahr 1963 kanadischer Meister im Großen Vierkampf. Außerhalb des Sports war Olin von 1946 bis 1956 als Polizist in Calgary und später als Bewährungshelfer bei der Generalstaatsanwaltschaft von Alberta tätig. Nach seiner sportlichen Karriere zog er nach Vancouver Island, wo er Hunde züchtete. Im Jahr 1980 wurde er in die Canadian Speed Skating Hall of Fame aufgenommen.

## Persönliche Bestzeiten
| Disziplin | Zeit        | Datum            | Ort          |
| --------- | ----------- | ---------------- | ------------ |
| 500 m     | 43,1 s      | 24. Februar 1960 | Squaw Valley |
| 1500 m    | 2:13,5 min  | 17. Januar 1964  | Davos        |
| 3000 m    | 4:43,0 min  | 17. Januar 1964  | Davos        |
| 5000 m    | 8:04,6 min  | 17. Januar 1964  | Davos        |
| 10.000 m  | 16:53,3 min | 7. Februar 1964  | Innsbruck    |